# Матей Видра
Ма́тей Ви́дра (чеськ. Matěj Vydra, нар. 1 травня 1992, Хотеборж) — чеський футболіст, нападник «Вікторії» (Пльзень) і національної збірної Чехії.

## Клубна кар'єра
Народився 1 травня 1992 року в місті Хотеборж. Вихованець юнацьких команд футбольних клубів «Хотеборж» і «Височина». У дорослому футболі дебютував 2008 року виступами у другії лізі чеської футбольної першості за команду клубу «Височина», в якій провів один рік, взявши участь у 27 матчах чемпіонату. 
Своєю грою за цю команду привернув увагу представників тренерського штабу клубу «Банік», до складу якого приєднався на початку 2010 року. За півроку у новій команді юний нападник відзначився 4 голами у 14 іграх і зацікавив італійський «Удінезе», лави якого поповнив улітку того ж 2010 року. У складі команди з Удіне провів один сезон, лише зрідка потрапляючи до її основного складу. З 2011 по 2014 рік грав на умовах оренди, спочатку за бельгійський «Брюгге», а згодом в Англії — за «Вотфорд» і «Вест-Бромвіч Альбіон». Причому більшість часу, проведеного у складі «Вотфорда», був основним гравцем атакувальної ланки цієї команди та одним з її головних бомбардирів, маючи середню результативність на рівні 0,49 голу за гру першості.
Тож 2014 року саме «Вотфорд» знову запросив чеського нападника до себе, спочатку на умовах оренди, а за рік, влітку 2015, уклавши з ним повноцінний п'ятирічний контракт. Проте вже за декілька місяців після укладання цього контракту «Вотфорд» віддав Видру в оренду до іншого клубу Чемпіонату футбольної ліги, «Редінга».

## Виступи за збірні
2007 року дебютував у складі юнацької збірної Чехії, взяв участь у 36 іграх на юнацькому рівні, відзначившись 10 забитими голами.
Протягом 2011–2013 років залучався до складу молодіжної збірної Чехії. На молодіжному рівні зіграв у 2 офіційних матчах.
8 вересня 2012 року дебютував в офіційних матчах за національну збірну Чехії, вийшовши у її стартовому складі у грі відбору на чемпіонат світу 2014 проти збірної Данії. Наразі провів у формі головної команди країни 46 матчів, забивши 7 голів.
| Дата       | Місто          | Господарі | Результат | Гості             | Турнір            | Голи | Примітки |
| ---------- | -------------- | --------- | --------- | ----------------- | ----------------- | ---- | -------- |
| 08-09-2012 | Копенгаген     | Данія     | 0 – 0     | Чехія             | Відбір до ЧС 2014 | -    | 73'      |
| 11-09-2012 | Тепліце        | Чехія     | 0 – 1     | Фінляндія         | товариський матч  | -    | 46'      |
| 16-10-2012 | Прага          | Чехія     | 0 – 0     | Болгарія          | Відбір до ЧС 2014 | -    | 58'      |
| 14-11-2012 | Оломоуц        | Чехія     | 3 – 0     | Словаччина        | товариський матч  | -    | 67'      |
| 06-02-2013 | Маніса         | Туреччина | 0 – 2     | Чехія             | товариський матч  | -    | 56'      |
| 22-03-2013 | Оломоуц        | Чехія     | 0 – 3     | Данія             | Відбір до ЧС 2014 | -    |          |
| 26-03-2013 | Єреван         | Вірменія  | 0 – 3     | Чехія             | Відбір до ЧС 2014 | 2    |          |
| 14-08-2013 | Будапешт       | Угорщина  | 1 – 1     | Чехія             | товариський матч  | -    | 58'      |
| 15-11-2013 | Оломоуц        | Чехія     | 2 – 0     | Канада            | товариський матч  | -    | 46'      |
| 05-03-2014 | Прага          | Чехія     | 2 – 2     | Норвегія          | товариський матч  | 1    |          |
| 21-05-2014 | Гельсінкі      | Фінляндія | 2 – 2     | Чехія             | товариський матч  | 1    | 46'      |
| 03-06-2014 | Оломоуц        | Чехія     | 1 – 2     | Австрія           | товариський матч  | -    | 74'      |
| 03-09-2014 | Прага          | Чехія     | 0 – 1     | США               | товариський матч  | -    | 46'      |
| 09-09-2014 | Прага          | Чехія     | 2 – 1     | Нідерланди        | Відбір до ЧЄ 2016 | -    | 72'      |
| 10-10-2014 | Стамбул        | Туреччина | 1 – 2     | Чехія             | Відбір до ЧЄ 2016 | -    | 84'      |
| 24-03-2016 | Прага          | Чехія     | 0 – 1     | Шотландія         | товариський матч  | -    | 65'      |
| 29-03-2016 | Стокгольм      | Швеція    | 1 – 1     | Чехія             | товариський матч  | 1    | 72'      |
| 31-08-2016 | Млада Болеслав | Чехія     | 3 – 0     | Вірменія          | товариський матч  | -    | 46'      |
| 04-09-2016 | Прага          | Чехія     | 0 – 0     | Північна Ірландія | Відбір до ЧС 2018 | -    | 83'      |
| 08-10-2016 | Гамбург        | Німеччина | 3 – 0     | Чехія             | Відбір до ЧС 2018 | -    | 76'      |
| Усього     |                | Матчів    | 20        |                   | Голів             | 5    |          |

## Титули і досягнення
Гравець сезону Футбольної ліги: 2012–13